# Kiss Lajos (pedagógus)

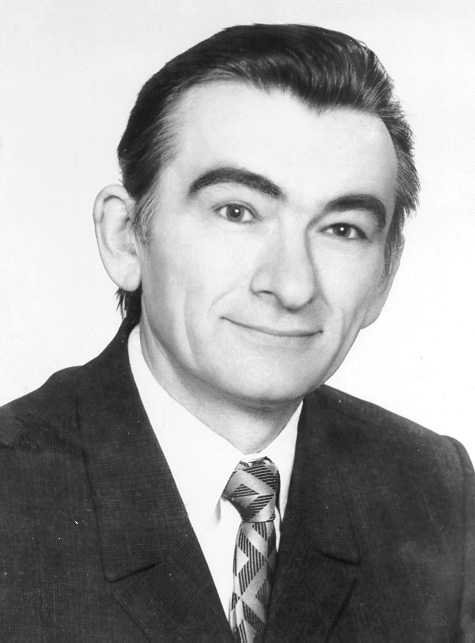

Kiss Lajos (Kisújszállás, 1939. – Gyöngyös, 1995. november) kémia-fizika szakos vezető tanár, pedagógus, több országos tanulmányi verseny szervezője. A Gyöngyösi Berze Nagy János Gimnázium tanára volt.

## Élete és munkássága
Számos tankönyv szerzője, a természet és a turizmus lelkes pártfogója.
„Az a fő törekvés kell, hogy vezesse munkánkat, hogy minél több kezünk alá került fáklyát sikerüljön fellobbantani, és tanítványaink nyitott szemű és szívű, a természetet kedvelő és értő, optimista emberként hagyják el iskolánkat.”
Kiss Lajos

## Tanulmányi versenyek, melyek lebonyolításában részt vállalt
- Bugát Pál Természetismereti Vetélkedő
- Mikola Sándor Országos Középiskolai Tehetségkutató Verseny Archiválva 2018. március 18-i dátummal a Wayback Machine-ben
- Természet Egysége tábor

## Díjai, elismerései
- Mikola Sándor-díj, 1978
- Vermes Miklós-díj
- Vándorplakett, 1991
- Prométheusz-érem, 1994
- Pro Civitate (Gyöngyös)